# Дональд Сазерленд
До́нальд Са́зерленд (англ. Donald Sutherland; 17 липня 1935, Сент-Джон, Нью-Брансвік — 20 червня 2024, Маямі, Флорида) — канадський актор і кінопродюсер. Батько актора Кіфера Сазерленда.

## Із життєпису
У дитинстві щасливо переніс поліомієліт.
Входив до групи, що виносила олімпійський прапор на відкритті XXI зимових олімпійських ігор у Ванкувері (Канада) 12 лютого 2010 року.
За своє життя виконав близько 200 кіно-телеролей. Помер на 89-му році життя 20 червня 2024 року.

## Фільмографія

### Художні фільми
- 1965 — Будинок жахів доктора Терора / Dr. Terror's House of Horrors
- 1967 — Брудна дюжина / The Dirty Dozen
- 1970 — Герої Келлі / Kelly's Heroes
- 1970 — МЕШ / M*A*S*H
- 1971 — Клют / Klute
- 1971 — А тепер не дивися / Don't Look Now
- 1971 — Джону дали зброю / Johnny Got His Gun
- 1976 — Казанова Федеріко Фелліні / Il Casanova di Federico Fellini
- 1978 — Вторгнення викрадачів тіл / Invasion of the Body Snatchers
- 1979 — Острів Ведмежий / Bear Island
- 1980 — Звичайні люди / Ordinary People
- 1988 — Учень вбивці / Apprentice to Murder
- 1989 — Сухий білий сезон / A Dry White Season
- 1989 — Тюряга / Lock up
- 1991 — Крик каменя / Cerro Torre: Schrei aus Stein
- 1991 — Зворотна тяга / Backdraft
- 1991 — Джон Ф. Кеннеді. Постріли в Далласі / JFK
- 1992 — Баффі — винищувачка вампірів / Buffy the Vampire Slayer
- 1993 — Шість ступенів відчуження / Six Degrees Of Separation
- 1994 — Ляльководи / The Puppet Masters
- 1994 — Викриття / Disclosure
- 1995 — Епідемія / Outbreak
- 1995 — Громадянин Ікс / Citizen X
- 1996 — Блукаюча куля / Hollow Point
- 1997 — Тіньова змова / Shadow Conspiracy
- 1999 — Вірус / Virus
- 2000 — Космічні ковбої / Space Cowboys
- 2001 — Остання фантазія: Духи всередині / Final Fantasy: The Spirits Within
- 2002 — Стежкою війни / Path to War
- 2003 — Пограбування по-італійськи / The Italian Job
- 2003 — Холодна гора / Cold Mountain
- 2005 — Гордість і упередження / Pride and Prejudice
- 2006 — Пивний бум / Beerfest
- 2007 — Спорожніле місто / Reign Over Me
- 2007 — Порхавка / Puffball
- 2009 — Астробой / Astro Boy
- 2011 — Механік / The Mechanic
- 2011 — Код доступу «Софія» / Sofia
- 2011 — Орел Дев'ятого легіону / The Eagle
- 2012 — Голодні ігри / The Hunger Games
- 2012 — Острів скарбів / Treasure Island
- 2013 — Найкраща пропозиція / The best offer
- 2013 — Голодні ігри: У вогні / The Hunger Games: Catching Fire
- 2014 — Голодні ігри: Переспівниця. Частина І / The Hunger Games: Mockingjay — Part 1
- 2015 — Покинутий / Forsaken
- 2015 — Голодні ігри: Переспівниця. Частина ІІ / The Hunger Games: Mockingjay — Part 2
- 2016 — Milton's Secret
- 2017 — The Leisure Seeker
- 2017 — Basmati Blues
- 2018 — Measure of a Man
- 2019 — American Hangman
- 2019 — Backdraft 2
- 2019 — До зірок / Ad Astra
- 2019 — Підгоріла помаранчева гересь / The Burnt Orange Heresy
- 2020 — Наодинці
- 2022 — Падіння Місяця / Moonfall
- 2022 — Телефон містера Гаррігана / Mr. Harrigan's Phone

### Телесеріали
- 2004 — Салемз Лот / Salem's Lot — Річард Страйкер
- 2007—2008 — Брудні мокрі гроші / Dirty Sexy money
- 2010 — Стовпи Землі / The Pillars of the Earth — граф Бортолом'ю
- 2013—2015 — Пересічні лінії / Crossing Lines — Мішель Дорн
- 2016—2017 — Лід / Ice — Пітер Ван Де Брюїн
- 2018 — Траст / Trust — Пол Гетті
- 2020 — Знищення / The Undoing — Френклін Рейнхардт
- 2005-2006-Commander in chief